# Ossicle (equinoderms)

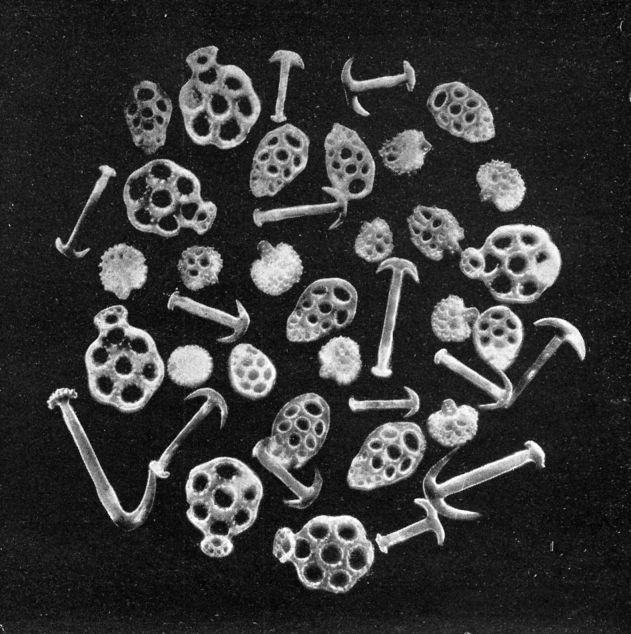
Ampliació d'un conjunt d'ossicles d'un holoturioïdeu (cogombre de mar)

Els ossicles són petits elements calcaris incrustats a la dermis de les parets dels equinoderms. Formen part de l'endoesquelet i donen a l'equinoderm rigidesa i protecció. Es troben en diverses formes en els eriçons de mar, estrelles de mar, cogombres de mar, i crinoïdeus. Els ossicles i les espines (que són ossicles especialitzats) són les parts de l'animal que millor fossilitzen, sobretot en organismes relativament tous, com ara els cogombres o estrelles de mar.
Els ossicles es formen intracel·lularment per cèl·lules secretores especialitzades conegudes com a escleròcits. Aquestes cèl·lules se situen a la dermis de la paret corporal dels equinoderms. Cada ossicle està format per micro-cristalls de calcita disposats en una xarxa tridimensional coneguda com a estereom. Sota llum polaritzada un mateix ossicle es comporta com si fos un sol cristall de calcita,, ja que els eixos de tots els cristalls que conformen l'ossicle són paral·lels.
L'espai entre els cristalls és conegut com a estroma, I permet l'entrada als escleròcits per al creixement i reparació dels ossicles. L'estructura de rusc d'abelles que conformen els ossicles és dèbil, però a través dels lligament de col·lagen s'uneixen els diferents ossicles entre si. Els ossicles es troben incrustats en un teixit connectiu que forma part de l'endosquelet. Quan un ossicle esdevé obsolet, unes cèl·lules especialitzades conegudes com a fagòcits, són capaces de reabsorbir el material calcari. Tots els ossicles, fins i tot aquells que sobresurten de la paret corporal, es troben coberts d'una capa prima d'epidermis, tot i que funcionalment actuen més com a exoesquelet que com a endoesquelet.